# Иорданско-марокканские отношения
Иорданско-марокканские отношения — двусторонние отношения между Иорданским Хашимитским Королевством и Королевством Марокко. Иордания имеет посольство в Рабате, Марокко содержит дипломатическое представительство в Аммане.
Двусторонние отношения характеризуются не только тесным социально-экономическим сотрудничеством стран, но и крепкими связями между правящими королевскими династиями, Хашимитами и Алауитами. Кроме того, Иордания и Марокко считаются одними из самых либеральных монархических государств региона.

## История
Современные двусторонние отношения между Иорданией и Марокко были установлены в XX веке, когда Иордания и Марокко получили независимость от Великобритании и Франции соответственно. На протяжении большей части XX века оба королевства — Иордания и Марокко — сталкивались с внутренними волнениями и массовыми беспорядками, в частности панарабистскими движениями, попытками насильственного свержения власти. Также установлено, что правительства обеих стран имели тайные двусторонние отношения с Израилем. Несмотря на все трудности, во второй половине столетия правителям Иордании (Хусейн ибн Талал) и Марокко (Хасан II) удалось стабилизировать политическую и социально-экономическую ситуацию внутри своих государств. Известно, что оба короля разделяли тесные межличностные отношения, способствовали укреплению дружеских связей между королевскими семьями. Их сыновья, соответственно Абдалла II ибн Хусейн и Мухаммед VI, на сегодняшний день также являются известными и популярными правителями в обеих странах.
В 2017 году Абдалла II с официальным визитом посетил Марокко, получив «тёплый приём от Мухаммеда VI».

### Международное сотрудничество
Иордания и Марокко имеют тесные отношения в различных сферах — от политических и экономических соглашений до связей в области безопасности. Оба королевства были приглашены Саудовской Аравией к участию в Совете сотрудничества арабских государств Персидского залива. Кроме того, государства, по мнению политологов, «осторожны» в международных связях с Ираном. Так, Иордания выразила поддержку Марокко, когда Рабат разорвал дипломатические отношения с Тегераном по причине подозрений в поддержке иранскими властями организации Полисарио в Западной Сахаре.
В период Катарского дипломатического кризиса в 2017 году Иордания и Марокко выразили единое стремление сохранить нейтралитет и призвали к решению проблем дипломатическим путём, что «не удовлетворило» Мухаммеда ибн Салмана Аль Сауда, наследного принца Саудовской Аравии.